# Alchemilla michelsonii
Alchemilla michelsonii är en rosväxtart som beskrevs av Sergei Vasilievich Juzepczuk. Alchemilla michelsonii ingår i släktet daggkåpor, och familjen rosväxter. Inga underarter finns listade i Catalogue of Life.